# 全米オープン混合ダブルス優勝者一覧
全米オープン混合ダブルス優勝者一覧（ぜんべいオープンこんごうダブルスゆうしょうしゃいちらん）は、全米オープン混合ダブルスにおける優勝者の一覧と決勝記録である。
- 初期のダブルス準優勝者のフルネームは（全米オープン公式サイトも含めて）オンラインで調べられるサイトがないため、バド・コリンズ著『Total Tennis: The Ultimate Tennis Encyclopedia』（英語、2003年刊）を参照した。

| 年     | 優勝者                                                   | 準優勝者                                                | 試合結果 （スコア） | 備考                                                |
| ------ | -------------------------------------------------------- | ------------------------------------------------------- | ------------------- | --------------------------------------------------- |
| 1887年 | ジョセフ・クラーク L・ストークス                         | E・D・ファリーズ ローラ・ナイト                         | 7-5 6-4             |                                                     |
| 1888年 | ジョセフ・クラーク マリアン・ライト                      | P・ジョンソン アデライン・ロビンソン                    | 1-6 6-5 6-4 6-3     | 最大5セット・マッチ                                 |
| 1889年 | エンピー・ライト グレース・ルーズベルト                  | チャールズ・リー バーサ・タウンゼント                   | 6-1 6-3 3-6 6-3     |                                                     |
| 1890年 | ロッドモンド・ビーチ マーベル・カーヒル                  | チャールズ・リー バーサ・タウンゼント                   | 6-2 3-6 6-2         | 3セット・マッチ                                     |
| 1891年 | エンピー・ライト マーベル・カーヒル                      | チャールズ・リー グレース・ルーズベルト                 | 6-4 6-0 7-5         | 最大5セット・マッチ                                 |
| 1892年 | クラレンス・ホバート マーベル・カーヒル                  | ロッドモンド・ビーチ エリザベス・ムーア                 | 6-1 6-3             | 3セット・マッチ                                     |
| 1893年 | クラレンス・ホバート エレン・ルーズベルト                | ロバート・ウィルソン エセル・バンクソン                 | 6-1 4-6 10-8 6-1    | 最大5セット・マッチ                                 |
| 1894年 | エドウィン・フィッシャー ジュリエット・アトキンソン      | グスタフ・レマック マクファデン夫人                     | 6-3 6-2 6-1         |                                                     |
| 1895年 | エドウィン・フィッシャー ジュリエット・アトキンソン      | マントル・フィールディング エミー・ウィリアムズ         | 4-6 8-6 6-2         | 3セット・マッチ                                     |
| 1896年 | エドウィン・フィッシャー ジュリエット・アトキンソン      | マントル・フィールディング エミー・ウィリアムズ         | 6-2 6-3 6-3         | 最大5セット・マッチ                                 |
| 1897年 | D・L・マグルーダー ローラ・ヘンソン                      | R・A・グリフィス モード・バンクス                       | 6-4 6-3 7-5         |                                                     |
| 1898年 | エドウィン・フィッシャー キャリー・ニーリー              | J・A・ヒル ヘレン・チャップマン                         | 6-2 6-4 8-6         |                                                     |
| 1899年 | アルバート・ホスキンズ エリザベス・ラストール            | ジェームズ・ガードナー ジェーン・クレーブン             | 6-4 6-0（棄権）     |                                                     |
| 1900年 | アルフレッド・コッドマン マーガレット・ハンネウェル      | ジョージ・アトキンソン T・ショー                        | 11-9 6-3 6-1        |                                                     |
| 1901年 | レイモンド・リトル マリオン・ジョーンズ                  | クライド・スティーブンス マートル・マカティアー         | 6-4 6-4 7-5         |                                                     |
| 1902年 | ウィリー・グラント エリザベス・ムーア                    | アルバート・ホスキンズ エリザベス・ラストール           | 6-2 6-1             | 最大5セット・マッチを廃止                           |
| 1903年 | ハリー・アレン ヘレン・チャップマン                      | W・H・ローランド キャリー・ニーリー                     | 6-4 7-5             |                                                     |
| 1904年 | ウィリー・グラント エリザベス・ムーア                    | トレバニオン・ダラス メイ・サットン                     | 6-2 6-1             |                                                     |
| 1905年 | クラレンス・ホバート オーガスタ・シュルツ                | エドワード・デューハースト エリザベス・ムーア           | 6-2 6-4             |                                                     |
| 1906年 | エドワード・デューハースト サラ・コフィン                | ウォレス・F・ジョンソン マーガレット・ジョンソン        | 6-3 7-5             |                                                     |
| 1907年 | ウォレス・F・ジョンソン メイ・セイヤーズ                 | ハーバート・モリス・チルデン ナタリー・ワイルディー     | 6-1 7-5             |                                                     |
| 1908年 | ナサニエル・ナイルズ エディット・ロッチ                  | レイモンド・リトル ルイーズ・ハモンド                   | 6-1 7-5             |                                                     |
| 1909年 | ウォレス・F・ジョンソン ヘイゼル・ホッチキス             | レイモンド・リトル ルイーズ・ハモンド                   | 6-2 6-0             |                                                     |
| 1910年 | ジョセフ・カーペンター ヘイゼル・ホッチキス              | ハーバート・モリス・チルデン エドナ・ワイルディー       | 6-2 6-2             |                                                     |
| 1911年 | ウォレス・F・ジョンソン ヘイゼル・ホッチキス             | ハーバート・モリス・チルデン エドナ・ワイルディー       | 6-4 6-4             |                                                     |
| 1912年 | リチャード・ウィリアムズ メアリー・ブラウン              | ウィリアム・クローシャー エレオノラ・シアーズ           | 6-4 2-6 11-9        |                                                     |
| 1913年 | ビル・チルデン メアリー・ブラウン                        | C・S・ロジャース ドロシー・グリーン                     | 7-5 7-5             |                                                     |
| 1914年 | ビル・チルデン メアリー・ブラウン                        | J・R・ローランド マーガレット・マイヤーズ               | 6-1 6-4             |                                                     |
| 1915年 | ハリー・ジョンソン ヘイゼル・ホッチキス・ワイトマン      | アービング・ライト モーラ・ビュルステット               | 6-0 6-1             |                                                     |
| 1916年 | ウィリス・デービス エレオノラ・シアーズ                  | ビル・チルデン フローレンス・バリン                     | 6-4 7-5             |                                                     |
| 1917年 | アービング・ライト モーラ・ビュルステット                | ビル・チルデン フローレンス・バリン                     | 10-12 6-1 6-3       |                                                     |
| 1918年 | アービング・ライト ヘイゼル・ホッチキス・ワイトマン      | フレッド・アレクサンダー モーラ・ビュルステット         | 6-2 6-4             |                                                     |
| 1919年 | ビンセント・リチャーズ マリオン・ジンダースタイン        | ビル・チルデン フローレンス・バリン                     | 2-6 11-9 6-2        |                                                     |
| 1920年 | ウォレス・F・ジョンソン ヘイゼル・ホッチキス・ワイトマン | クレイグ・ビドル モーラ・マロリー                       | 6-4 6-3             |                                                     |
| 1921年 | ビル・ジョンストン メアリー・ブラウン                    | ビル・チルデン モーラ・マロリー                         | 3-6 6-4 6-3         |                                                     |
| 1922年 | ビル・チルデン モーラ・マロリー                          | ハワード・キンゼイ ヘレン・ウィルス                     | 6-4 6-3             |                                                     |
| 1923年 | ビル・チルデン モーラ・マロリー                          | ジョン・ホークス キティ・マッケイン                     | 6-3 2-6 10-8        |                                                     |
| 1924年 | ビンセント・リチャーズ ヘレン・ウィルス                  | ビル・チルデン モーラ・マロリー                         | 6-8 7-5 6-0         |                                                     |
| 1925年 | ジョン・ホークス キティ・マッケイン                      | ビンセント・リチャーズ アーミントルード・ハーベイ       | 6-2 6-4             |                                                     |
| 1926年 | ジャン・ボロトラ エリザベス・ライアン                    | ルネ・ラコステ ヘイゼル・ホッチキス・ワイトマン         | 6-4 7-5             |                                                     |
| 1927年 | アンリ・コシェ アイリーン・ベネット                      | ルネ・ラコステ ヘイゼル・ホッチキス・ワイトマン         | 2-6 6-0 6-2         |                                                     |
| 1928年 | ジョン・ホークス ヘレン・ウィルス                        | エドガー・ムーン エディット・クロス                     | 6-3 6-3             |                                                     |
| 1929年 | ジョージ・ロット ベティ・ナットール                      | ヘンリー・オースチン フィリス・コベル                   | 6-3 6-3             |                                                     |
| 1930年 | ウィルマー・アリソン エディット・クロス                  | フランク・シールズ マージョリー・モリル                 | 6-4 6-4             |                                                     |
| 1931年 | ジョージ・ロット ベティ・ナットール                      | ウィルマー・アリソン アンナ・ハーパー                   | 6-3 6-3             |                                                     |
| 1932年 | フレッド・ペリー サラ・ポールフリー                      | エルスワース・バインズ ヘレン・ジェイコブス             | 6-3 7-5             |                                                     |
| 1933年 | エルスワース・バインズ エリザベス・ライアン              | ジョージ・ロット サラ・ポールフリー                     | 11-9 6-1            |                                                     |
| 1934年 | ジョージ・ロット ヘレン・ジェイコブス                    | レスター・ストーフェン エリザベス・ライアン             | 4-6 13-11 6-2       |                                                     |
| 1935年 | エンリケ・マイアー サラ・ポールフリー                    | ロデリク・メンツェル ケイ・スタマーズ                   | 6-3 3-6 6-4         |                                                     |
| 1936年 | ジーン・マコ アリス・マーブル                            | ドン・バッジ サラ・ポールフリー                         | 6-3 6-2             |                                                     |
| 1937年 | ドン・バッジ サラ・ポールフリー                          | イボン・ペトラ シルビ・アンロタン                       | 6-2 8-10 6-0        |                                                     |
| 1938年 | ドン・バッジ アリス・マーブル                            | ジョン・ブロムウィッチ テルマ・コイン                   | 6-1 6-2             |                                                     |
| 1939年 | ハリー・ホップマン アリス・マーブル                      | エルウッド・クック サラ・ポールフリー                   | 9-7 6-1             |                                                     |
| 1940年 | ボビー・リッグス アリス・マーブル                        | ジャック・クレーマー ドロシー・バンディ                 | 9-7 6-1             |                                                     |
| 1941年 | ジャック・クレーマー サラ・ポールフリー                  | ボビー・リッグス ポーリーン・ベッツ                     | 4-6 6-4 6-4         |                                                     |
| 1942年 | テッド・シュローダー ルイーズ・ブラフ                    | アレホ・ラッセル パトリシア・カニング・トッド           | 3-6 6-1 6-4         |                                                     |
| 1943年 | ビル・タルバート マーガレット・オズボーン                | パンチョ・セグラ ポーリーン・ベッツ                     | 10-8 6-4            |                                                     |
| 1944年 | ビル・タルバート マーガレット・オズボーン                | ドン・マクニール ドロシー・バンディ                     | 6-2 6-3             |                                                     |
| 1945年 | ビル・タルバート マーガレット・オズボーン                | ボブ・ファルケンバーグ ドリス・ハート                   | 6-4 6-4             |                                                     |
| 1946年 | ビル・タルバート マーガレット・オズボーン                | ロバート・キンブレル ルイーズ・ブラフ                   | 6-3 6-4             |                                                     |
| 1947年 | ジョン・ブロムウィッチ ルイーズ・ブラフ                  | パンチョ・セグラ ガートルード・モラン                   | 6-3 6-1             |                                                     |
| 1948年 | トム・ブラウン ルイーズ・ブラフ                          | ビル・タルバート マーガレット・オズボーン・デュポン     | 6-4 6-4             |                                                     |
| 1949年 | エリック・スタージェス ルイーズ・ブラフ                  | ビル・タルバート マーガレット・オズボーン・デュポン     | 4-6 6-3 7-5         |                                                     |
| 1950年 | ケン・マグレガー マーガレット・オズボーン・デュポン      | フランク・セッジマン ドリス・ハート                     | 6-4 3-6 6-3         |                                                     |
| 1951年 | フランク・セッジマン ドリス・ハート                      | メルビン・ローズ シャーリー・フライ                     | 6-3 6-2             |                                                     |
| 1952年 | フランク・セッジマン ドリス・ハート                      | ルー・ホード テルマ・コイン・ロング                     | 6-3 7-5             |                                                     |
| 1953年 | ビック・セイシャス ドリス・ハート                        | レックス・ハートウィグ ジュリア・サンプソン             | 6-2 4-6 6-4         |                                                     |
| 1954年 | ビック・セイシャス ドリス・ハート                        | ケン・ローズウォール マーガレット・オズボーン・デュポン | 4-6 6-1 6-1         |                                                     |
| 1955年 | ビック・セイシャス ドリス・ハート                        | ルー・ホード シャーリー・フライ                         | 7-5 5-7 6-2         |                                                     |
| 1956年 | ケン・ローズウォール マーガレット・オズボーン・デュポン  | ルー・ホード ダーリーン・ハード                         | 9-7 6-1             |                                                     |
| 1957年 | クルト・ニールセン アリシア・ギブソン                    | ロバート・ハウ ダーリーン・ハード                       | 6-3 9-7             |                                                     |
| 1958年 | ニール・フレーザー マーガレット・オズボーン・デュポン    | アレックス・オルメド マリア・ブエノ                     | 6-3 3-6 9-7         |                                                     |
| 1959年 | ニール・フレーザー マーガレット・オズボーン・デュポン    | ボブ・マーク ジャネット・ホップス                       | 7-5 13-15 6-2       |                                                     |
| 1960年 | ニール・フレーザー マーガレット・オズボーン・デュポン    | アントニオ・パラフォックス マリア・ブエノ               | 6-3 6-2             |                                                     |
| 1961年 | ボブ・マーク マーガレット・スミス                        | デニス・ラルストン ダーリーン・ハード                   | 不戦勝              |                                                     |
| 1962年 | フレッド・ストール マーガレット・スミス                  | フランク・フローリング3世 レスリー・ターナー            | 7-5 6-2             |                                                     |
| 1963年 | ケン・フレッチャー マーガレット・スミス                  | エド・ルビノフ ジュディ・テガート                       | 3-6 8-6 6-2         | フレッチャー&スミス組の混複年間グランドスラム       |
| 1964年 | ジョン・ニューカム マーガレット・スミス                  | エド・ルビノフ ジュディ・テガート                       | 10-8 4-6 6-3        |                                                     |
| 1965年 | フレッド・ストール マーガレット・スミス                  | フランク・フローリング3世 ジュディ・テガート            | 6-2 6-2             |                                                     |
| 1966年 | オーウェン・デビッドソン ドナ・フロイド                  | エド・ルビノフ キャロル・ハンクス                       | 6-1 6-3             |                                                     |
| 1967年 | オーウェン・デビッドソン ビリー・ジーン・キング          | スタン・スミス ロージー・カザルス                       | 6-3 6-2             | O・デビッドソンの混合ダブルス年間グランドスラム成立 |
| 1968年 | ピーター・カーティス メアリー・アン・アイゼル            | ゲリー・ペリー トーリー・フレッツ                       | 6-4 7-5             | この年からオープン化、プロ選手解禁                  |
| 1969年 | マーティー・リーセン マーガレット・コート                | デニス・ラルストン フランソワーズ・デュール             | 7-5 6-3             |                                                     |
| 1970年 | マーティー・リーセン マーガレット・コート                | フルー・マクミラン ジュディ・テガート                   | 6-4 6-4             |                                                     |
| 1971年 | オーウェン・デビッドソン ビリー・ジーン・キング          | ロブ・モード ベティ・ストーブ                           | 6-3 7-5             |                                                     |
| 1972年 | マーティー・リーセン マーガレット・コート                | イリ・ナスターゼ ロージー・カザルス                     | 6-3 7-5             |                                                     |
| 1973年 | オーウェン・デビッドソン ビリー・ジーン・キング          | マーティー・リーセン マーガレット・コート               | 6-3 3-6 7-6         |                                                     |
| 1974年 | ジェフ・マスターズ パム・ティーガーデン                  | ジミー・コナーズ クリス・エバート                       | 6-1 7-6             |                                                     |
| 1975年 | ディック・ストックトン ロージー・カザルス                | フレッド・ストール ビリー・ジーン・キング               | 6-3 7-6             |                                                     |
| 1976年 | フィル・デント ビリー・ジーン・キング                    | フルー・マクミラン ベティ・ストーブ                     | 3-6 6-2 7-5         |                                                     |
| 1977年 | フルー・マクミラン ベティ・ストーブ                      | ビタス・ゲルレイティス ビリー・ジーン・キング           | 6-2 3-6 6-3         |                                                     |
| 1978年 | フルー・マクミラン ベティ・ストーブ                      | レイ・ラッフェルズ ビリー・ジーン・キング               | 6-3 7-6             |                                                     |
| 1979年 | ボブ・ヒューイット グリア・スティーブンス                | フルー・マクミラン ベティ・ストーブ                     | 6-3 7-5             |                                                     |
| 1980年 | マーティー・リーセン ウェンディ・ターンブル              | フルー・マクミラン ベティ・ストーブ                     | 7-5 6-2             |                                                     |
| 1981年 | ケビン・カレン アン・スミス                              | スティーブ・デントン ジョアン・ラッセル                 | 6-4 7-6             |                                                     |
| 1982年 | ケビン・カレン アン・スミス                              | ファーディ・テイガン バーバラ・ポッター                 | 6-7 7-6 7-6         |                                                     |
| 1983年 | ジョン・フィッツジェラルド エリザベス・セイヤーズ        | ファーディ・テイガン バーバラ・ポッター                 | 3-6 6-3 6-4         |                                                     |
| 1984年 | トム・ガリクソン マニュエラ・マレーバ                    | ジョン・フィッツジェラルド エリザベス・セイヤーズ       | 2-6 7-5 6-4         |                                                     |
| 1985年 | ハインツ・ギュンタード マルチナ・ナブラチロワ            | ジョン・フィッツジェラルド エリザベス・スマイリー       | 6-3 6-4             |                                                     |
| 1986年 | セルヒオ・カサル ラファエラ・レジ                        | ピーター・フレミング マルチナ・ナブラチロワ             | 6-4 6-4             |                                                     |
| 1987年 | エミリオ・サンチェス マルチナ・ナブラチロワ              | ポール・アナコーン ベッツィ・ナゲルセン                 | 6-4 6-7 7-6         |                                                     |
| 1988年 | ジム・ピュー ヤナ・ノボトナ                              | パトリック・マッケンロー エリザベス・スマイリー         | 7-5 6-3             |                                                     |
| 1989年 | シェルビー・キャノン ロビン・ホワイト                    | リック・リーチ メレディス・マグラス                     | 3-6 6-2 7-5         |                                                     |
| 1990年 | トッド・ウッドブリッジ エリザベス・スマイリー            | ジム・ピュー ナターシャ・ズベレワ                       | 6-4 6-2             |                                                     |
| 1991年 | トム・ニーセン マノン・ボーラグラフ                      | エミリオ・サンチェス アランチャ・サンチェス・ビカリオ   | 6-2 7-6             |                                                     |
| 1992年 | マーク・ウッドフォード ニコル・プロビス                  | トム・ニーセン ヘレナ・スコバ                           | 4-6 6-3 6-3         |                                                     |
| 1993年 | トッド・ウッドブリッジ ヘレナ・スコバ                    | マーク・ウッドフォード マルチナ・ナブラチロワ           | 6-3 7-6             |                                                     |
| 1994年 | パトリック・ガルブレイス エルナ・ライナッハ              | トッド・ウッドブリッジ ヤナ・ノボトナ                   | 6-2 6-4             |                                                     |
| 1995年 | マット・ルセナ メレディス・マグラス                      | シリル・スーク ジジ・フェルナンデス                     | 6-4 6-4             |                                                     |
| 1996年 | パトリック・ガルブレイス リサ・レイモンド                | リック・リーチ マノン・ボーラグラフ                     | 7-6 7-6             |                                                     |
| 1997年 | リック・リーチ マノン・ボーラグラフ                      | パブロ・アルバノ メルセデス・パス                       | 3-6 7-5 7-6         | 「アーサー・アッシュ・スタジアム」開場              |
| 1998年 | マックス・ミルヌイ セリーナ・ウィリアムズ                | パトリック・ガルブレイス リサ・レイモンド               | 6-3 6-4             |                                                     |
| 1999年 | マヘシュ・ブパシ 杉山愛                                  | ドナルド・ジョンソン キンバリー・ポー                   | 6-4 6-4             |                                                     |
| 2000年 | ジャレッド・パーマー アランチャ・サンチェス・ビカリオ    | マックス・ミルヌイ アンナ・クルニコワ                   | 6-4 6-3             |                                                     |
| 2001年 | トッド・ウッドブリッジ レネ・スタブス                    | リーンダー・パエス リサ・レイモンド                     | 6-4 5-7 7-6         |                                                     |
| 2002年 | マイク・ブライアン リサ・レイモンド                      | ボブ・ブライアン カタリナ・スレボトニク                 | 7-6 7-6             |                                                     |
| 2003年 | ボブ・ブライアン カタリナ・スレボトニク                  | ダニエル・ネスター リナ・クラスノルツカヤ               | 5-7 7-5 7-6         |                                                     |
| 2004年 | ボブ・ブライアン ベラ・ズボナレワ                        | トッド・ウッドブリッジ アリシア・モリク                 | 6-3 6-4             |                                                     |
| 2005年 | マヘシュ・ブパシ ダニエラ・ハンチュコバ                  | ネナド・ジモニッチ カタリナ・スレボトニク               | 6-4 6-2             |                                                     |
| 2006年 | ボブ・ブライアン マルチナ・ナブラチロワ                  | マルティン・ダム クベタ・ペシュケ                       | 6-2 6-3             |                                                     |
| 2007年 | マックス・ミルヌイ ビクトリア・アザレンカ                | リーンダー・パエス メガン・ショーネシー                 | 6-4 7-6             |                                                     |
| 2008年 | リーンダー・パエス カーラ・ブラック                      | ジェイミー・マレー リーゼル・フーバー                   | 7-6 6-4             |                                                     |
| 2009年 | トラビス・パロット カーリー・ガリクソン                  | リーンダー・パエス カーラ・ブラック                     | 6-2 6-4             |                                                     |
| 2010年 | ボブ・ブライアン リーゼル・フーバー                      | アイサム＝ウル＝ハク・クレシ クベタ・ペシュケ           | 6-4 6-4             |                                                     |
| 2011年 | ジャック・ソック メラニー・ウダン                        | エドゥアルド・シュワンク ヒセラ・ドゥルコ               | 7-6 4-6 [10-8]      | スーパータイブレーク方式を採用                      |
| 2012年 | ブルーノ・ソアレス エカテリーナ・マカロワ                | マルチン・マトコフスキ クベタ・ペシュケ                 | 6-7 6-1 [12-10]     | スーパータイブレーク方式を採用                      |
| 2013年 | マックス・ミルヌイ アンドレア・フラバーチコバ            | サンティアゴ・ゴンサレス アビゲイル・スピアーズ         | 7-6 6-3             |                                                     |
| 2014年 | ブルーノ・ソアレス サニア・ミルザ                        | サンティアゴ・ゴンサレス アビゲイル・スピアーズ         | 6-1 2-6 [11-9]      | スーパータイブレーク方式を採用                      |
| 2015年 | リーンダー・パエス マルチナ・ヒンギス                    | サム・クエリー ベサニー・マテック＝サンズ               | 6-4 3-6 [10-7]      | スーパータイブレーク方式を採用                      |
| 2016年 | マテ・パビッチ ラウラ・シグムント                        | ラジーブ・ラム ココ・バンダウェイ                       | 6-4 6-4             |                                                     |
| 2017年 | ジェイミー・マリー マルチナ・ヒンギス                    | マイケル・ヴィーナス 詹皓晴                             | 6-1 4-6 [10-8]      |                                                     |
| 2018年 | ジェイミー・マリー ベサニー・マテック＝サンズ            | ニコラ・メクティッチ アリシア・ロソルスカ               | 2-6 6-3 [11-9]      |                                                     |
| 2019年 | ジェイミー・マリー ベサニー・マテック＝サンズ            | マイケル・ヴィーナス 詹皓晴                             | 6-2 6-3             |                                                     |
| 2020年 | 部門開催なし                                             | 部門開催なし                                            | 部門開催なし        | 部門開催なし                                        |
| 2021年 | デシラエ・クラウチェク ジョー・ソールズベリー            | ジュリアナ・オルモス マルセロ・アレバロ                 | 7–5, 6–2            |                                                     |
| 2022年 | ストーム・サンダース ジョン・ピアース                    | キルステン・フリプケンス エドゥアール・ロジェ＝バセラン | 4–6, 6–4, [10–7]    |                                                     |
| 2023年 | ハリ・ヘリエバーラ アンナ・ダニリナ                      | オースティン・クライチェック ジェシカ・ペグラ           | 6–3, 6–4            |                                                     |
| 2024年 | サラ・エラニ アンドレア・ ババソリ                       | テーラー・ タウンゼント ドナルド・ヤング                | 7–6 (7–0) , 7–5     |                                                     |